# Alue Ie Mirah (Tanah Jambo Aye)
Alue Ie Mirah is een bestuurslaag in het regentschap Aceh Utara van de provincie Atjeh, Indonesië. Alue Ie Mirah telt 505 inwoners (volkstelling 2010).